# Turkije op het Eurovisiesongfestival 2003
Turkije deed mee aan het Eurovisiesongfestival 2003 in Riga, Letland. Het was de 25ste deelname van het land op het Eurovisiesongfestival. Het lied werd gekozen door middel van een nationale finale.

## Selectieprocedure
Na enkele tegenvallende jaren besloot men om deze keer een interne selectie te organiseren.
Men koos uiteindelijk voor de zangeres Sertab Erener met het lied "Everyway that I can.

## In Riga
In Letland trad Turkije als 4de land aan, net na Ierland en voor Malta. Op het einde van de stemming bleek dat ze 167 punten gekregen hadden en dat ze daarmee op de 1ste plaats waren geëindigd. Het is tot nu toe de enige overwinning van het land op het festival.
Men ontving 4 keer het maximum van de punten.
België  en Nederland hadden beiden 12 punten over voor deze inzending.

### Gekregen punten

#### Finale
| 12 punten                                                 | 10 punten                                                           | 8 punten                     | 7 punten                                     | 6 punten |
| --------------------------------------------------------- | ------------------------------------------------------------------- | ---------------------------- | -------------------------------------------- | -------- |
| - België - Bosnië en Herzegovina - Nederland - Oostenrijk | - Duitsland - Frankrijk - Kroatië - Noorwegen - Roemenië - Slovenië | - Cyprus - Portugal - Zweden | - Griekenland - Israël - Verenigd Koninkrijk |          |
| 5 punten                                                  | 4 punten                                                            | 3 punten                     | 2 punten                                     | 1 punt   |
|                                                           | - Malta                                                             | - IJsland - Spanje           | - Polen - Oekraïne                           |          |

### Punten gegeven door Turkije

#### Finale
Punten gegeven in de finale:
| 12 punten | Bosnië en Herzegovina |
| 10 punten | Rusland               |
| 8 punten  | IJsland               |
| 7 punten  | België                |
| 6 punten  | Oostenrijk            |
| 5 punten  | Ierland               |
| 4 punten  | Griekenland           |
| 3 punten  | Kroatië               |
| 2 punten  | Spanje                |
| 1 punt    | Roemenië              |